# Peeping Tom
Peeping Tom é um projeto de música pop liderado por Mike Patton (Faith no More). Até à data, eles lançaram um álbum homônimo e dois singles. Um segundo e terceiro álbuns são possíveis, mas não tem previsão de lançamento. O objetivo de Patton é criar um novo tipo de música pop, para isso o Peeping Tom contou com a participação de vários artistas de diferentes estilos musicais e as performances vocais de Patton. O nome da banda, Peeping Tom, é uma referencia a única pessoa que, na lenda de Lady Godiva, a observou durante seu passeio e acabou ficando cego.

## Discografia
Álbuns
- Demo (2001) - demo original.
- Peeping Tom (2006)

Singles
- Mojo (2006) - single
- We're Not Alone (2007) - single

## Artista que participam do projeto Peeping Tom
- Rahzel
- Dan the Automator
- Rob Swift
- Dub Trio
- Imani Coppola
- Kid Koala
- Kool Keith
- Norah Jones
- Massive Attack
- Z-Trip
- Butterscotch
- DJ Quest
- DJ D-Sharp
- Amon Tobin